# Vladimir Ivanovič Gerasimov
Vladimir Ivanovič Gerasimov (24 ottobre 1907 – Mosca, 10 novembre 1989) è stato un regista cinematografico sovietico.

## Filmografia (parziale)

### Regista
- Guttaperčevyj mal'čik (1957)
- Pesnja o Kol'cove (1959)
- Ispytatel'nyj srok (1960)
- Akademik iz Askanii (1961)
- Nepridumannaja istorija (1964)
- Čёrt s portfelem (1966)